# Passendale
Passendale és un poble de l'actual municipi de Zonnebeke a la província Flandes Occidental de Bèlgica. L'1 de gener de 1977 es va fusionar amb Zonnebeke. El 1999 tenia 2928 habitants. Es troba als marges del Ravebeek i Passendalebeek, a terres argiloses-arenoses. Al sud del poble naix l'Heulebeek. És un poble rural i residencial. L'única activitat industrial és una formatgeria,
El primer esment escrit, Pascandala, data del 855 i provindria de Pasko (un nom) i dale (vall). En molts relats històrics d'origen anglès sobre la Primera Guerra Mundial, es fa servir sovint l'ortografia antiga Passchendaele. A la Primera Guerra Mundial el poble va ser totalment devastat. La màxima violència es va produir durant la batalla de Passendale del 31 de juliol fins al 10 de novembre del 1917. Després de la guerra, el poble va ser reconstruït segons els plans de l'arquitecte brugenc R. Cauwe.

## Llocs d'interès

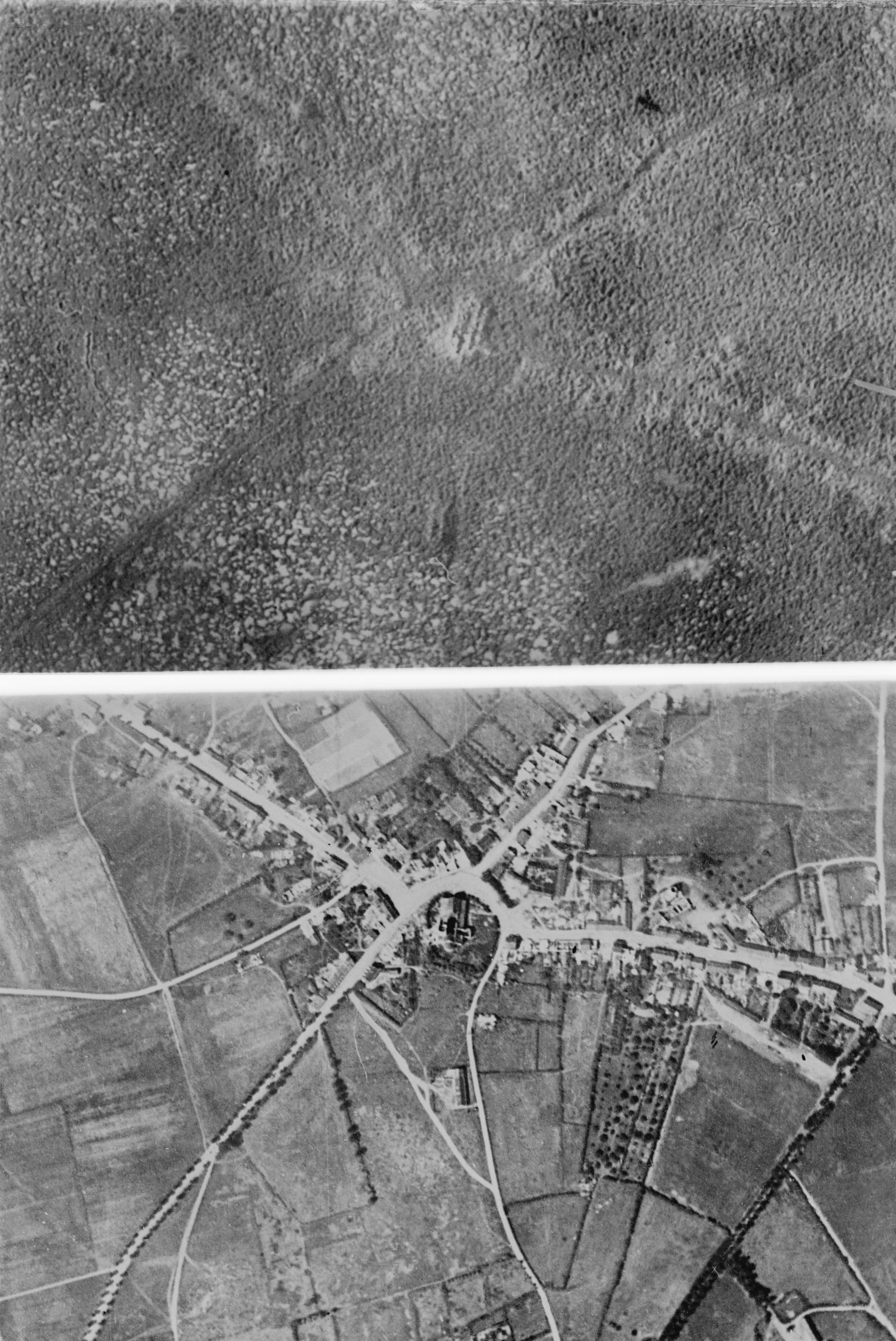
Vista aèria del poble abans i després de la Tercera Batalla d'Ieper

El poble compta amb cementiris militars del Regne Unit, Canadà i Nova Zelanda, búnquers alemanys i altres monuments commemoratius de la Primera Guerra Mundial:
- El Tyne Cot New British Cemetery: el cementiri militar britànic més gran de tota la Europa continental, amb el Missing Memorial, un mur amb 34.957 noms.
- Canadian Memorial
- New Zeeland Memorial
- 85th inf. Ballion Memorial
- El museu Memorial Museum Passchendaele 1917

## Passendale en l'art
- El grup musical Iron Maiden li va dedicar la cançó Paschendale al seu àlbum Dance of Death del 2003
- L'àlbum Passiondale del grup God Dethroned (2009)
- Passchendaele (2008), pel·lícula del director canadenc Paul Gross[2]

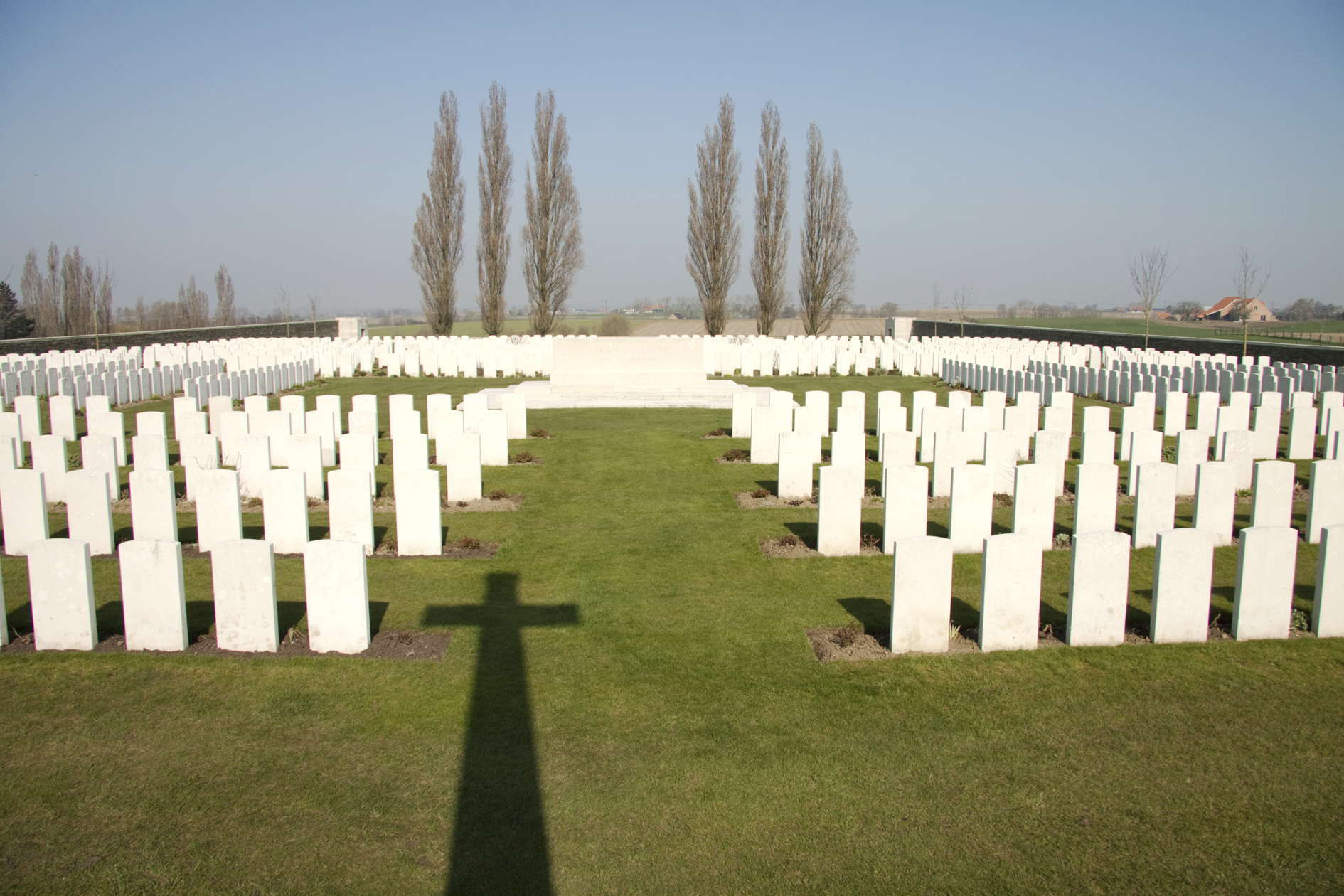
Cementiri britànic
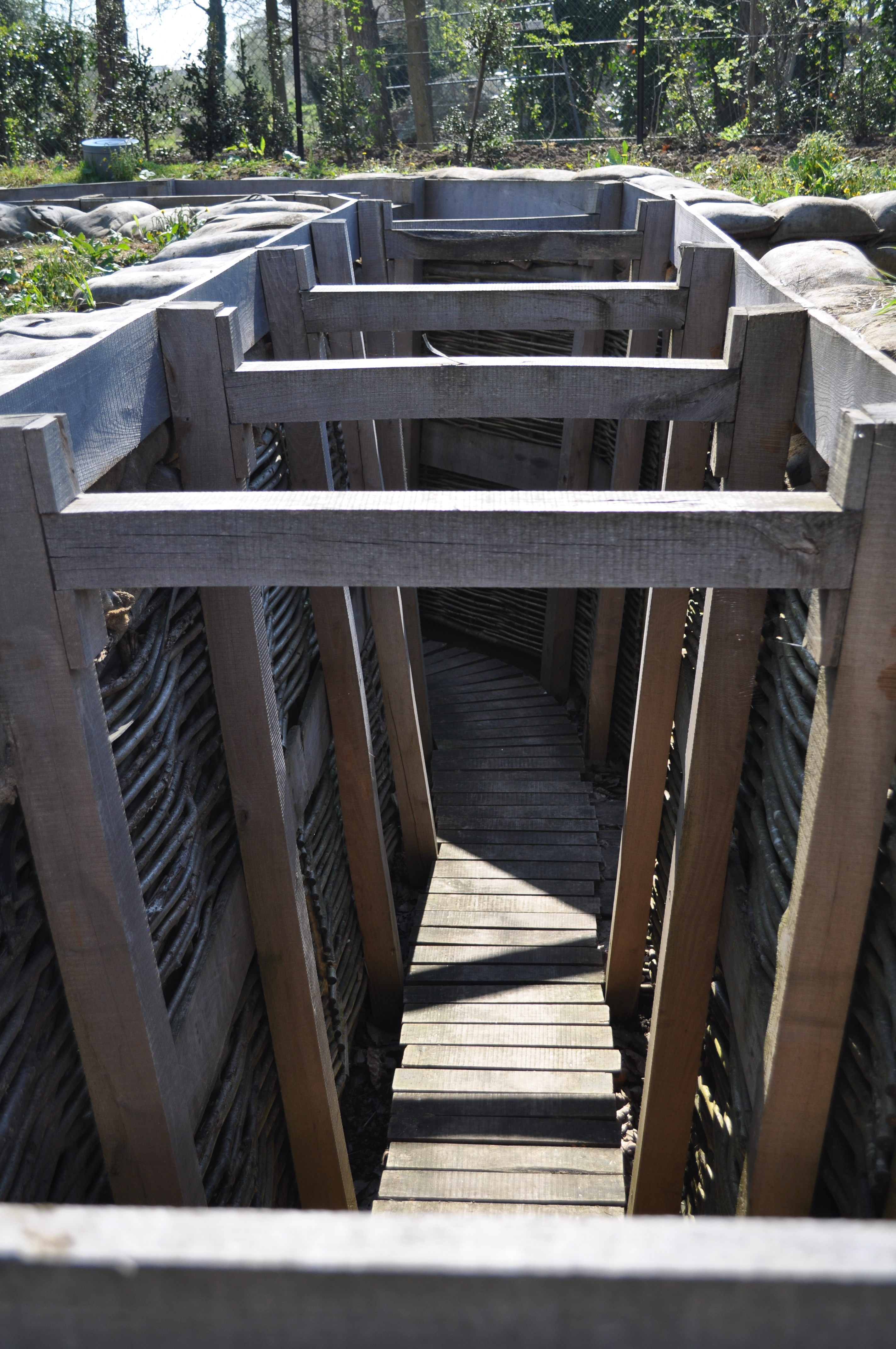
Trinxeres al museu
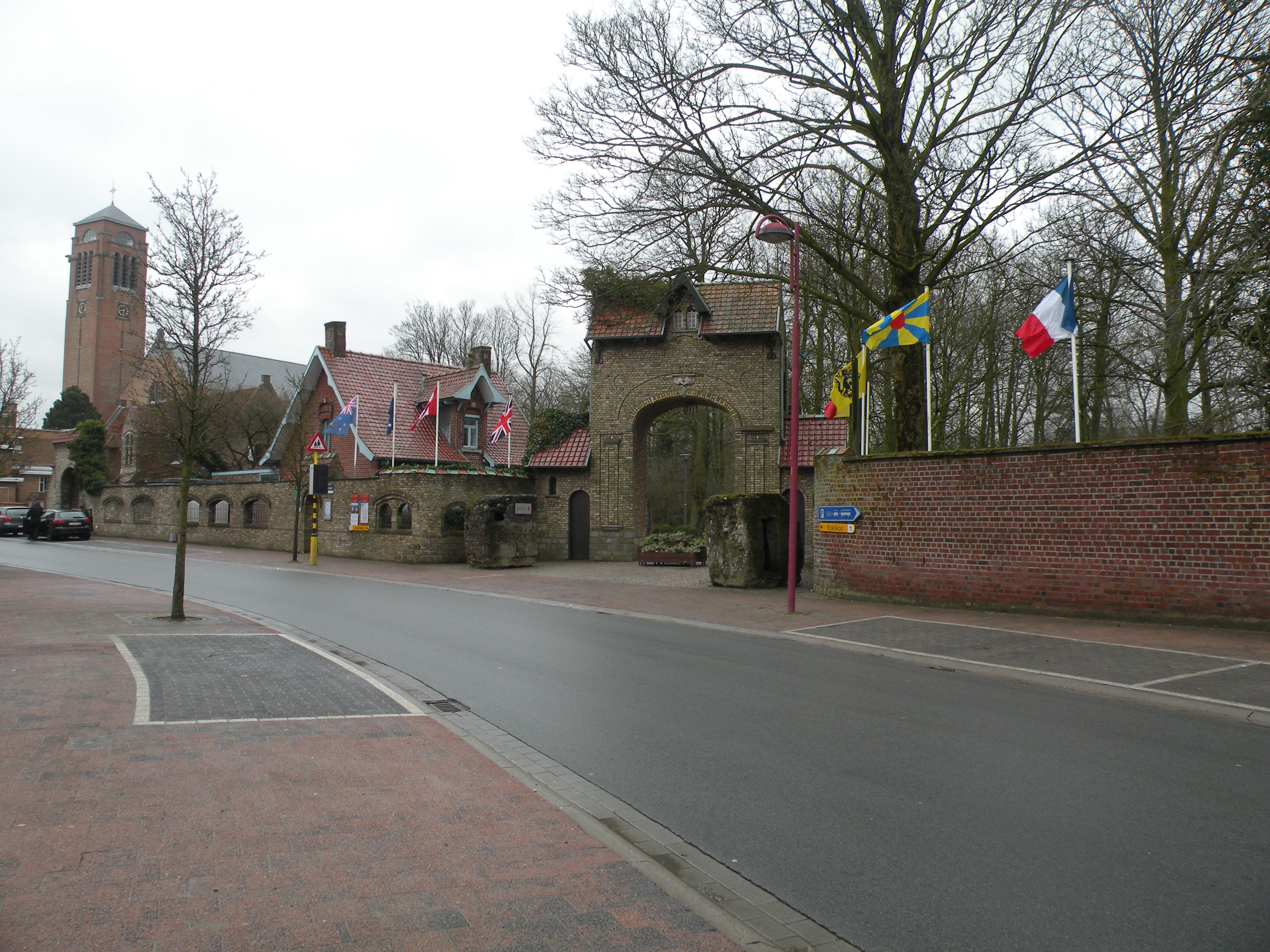
entrada del museu